# Atene Femenino
Atene Femenino var en förening för kvinnors rättigheter i Bolivia, grundad 1923.  Det var landets första kvinnoorganisation. Den var landets ledande kvinnoförening i flera årtionden, och spelade en ledande roll i rörelsen för kvinnlig rösträtt, som slutligen infördes 1952. 

## Historik
Föreningen bildades av María Luisa Sánchez Bustamante år 1923. Den var inspirerad av liknande rörelser i Chile, ett grannland som hade en betydligt livligare kvinnorörelse. Bolivia var 1923 ett kompakt manssamhälle, där kvinnor hade få möjligheter utanför rollen som hustru-mor förutom att bli tjänsteflicka, nunna eller möjligen lärare. Före 1923 hade det inte funnits någon kvinnorörelsen i Bolivia över huvud taget, även om Adela Zamudio hade utgjort en individuell feministisk röst. 
Atene Femenino organiserade år 1929 den första nationella konferensen för bolivianska kvinnor. 1932 grundades också Legión Femenin de Educación Popular de America av Etelvina Villanueva y Saavedra, och i flera decennier representerades av kvinnorörelsen i Bolivia av dessa två grupper. Kvinnorörelsen bestod av en liten minoritet bildade kvinnor och hade svårt att få framgång i det katolskt konservativa landet. 
Kvinnor fick tillgång till högre utbildning och studera vid universitetet på 1920-talet, men i övrigt gjordes inga reformer i kvinnors rättigheter i Bolivia förrän rösträtt för kvinnor infördes. De två kvinnoföreningarna verkade för rösträttsreformen först genom manliga anhöriga politiker, och framställde 1936 själva för första gången förslaget till parlamentet. 1947 fick kvinnor lokal rösträtt i Bolivia. Atene Femenino uppmanade kvinnor att rösta och ställa upp i valen. Rösträtt på nationell nivå infördes slutligen 1952. 